# Гусейнов, Юнус Имаметдинович
Юнус Имамединович Гусейнов (15 мая 1983, Махачкала, Дагестанская АССР, РСФСР, СССР — 14 января 2012, Махачкала, Дагестан, Россия) —  российский спортсмен, специализируется по ушу и кунг-фу, четырехкратный чемпион России, призёр чемпионатов мира

## Биография
Ушу-саньда начал заниматься в 1997 году. Тренировался у Магомедэмина Гаджиева и Абдуллы Омарова в махачкалинском спортивном клубе «Аманат». Гусейнов являлся серебряным призёром Кубка мира в 2006 и 2007 годах и обладателем Кубка мира среди профессионалов в 2007 и 2009 годах, в 2011 году в Гонконге он стал победителем международного турнира «Король саньда», а в кунг-фу завоевал титулы чемпиона мира и России в 2010 году, также в 2011 году стал чемпионом Всемирных игр в Эстонии. Работал прапорщиком ФСБ. 14 января около 22:00 Гусейнова расстреляли возле дома N8 по улице Айвазовского в Махачкале, после чего преступник скрылся.  Через несколько месяцев в ходе спецоперации преступник был убит. Им оказался молодой человек, которого Юнус Гусейнов когда-то тренировал в спортивном зале, ушедший в бандформирования. Из зависти, злобы преступник расстрелял Юнуса на глазах у его семьи. У Юнуса остались двое сыновей. После смерти Юнуса Гусейнова в Каспийске ежегодно проводятся турниры его памяти. 

## Спортивные достижения
- Чемпионат России по ушу 2004 — ;
- Чемпионат России по ушу 2005 — ;
- Чемпионат мира по ушу 2005 — ;
- Чемпионат России по ушу 2006 — ;
- Кубок мира по ушу 2006 — ;
- Чемпионат России по ушу 2007 — ;
- Кубок мира по ушу 2007 — ;
- Чемпионат мира по ушу 2007 — ;
- Чемпионат России по кунг-фу 2010 — ;
- Чемпионат мира по кунг-фу 2010 — ;
- Всемирные игры по кунг-фу 2011 — ;

## Личная жизнь
В 1995 году окончил школу № 26 в Махачкале. Родом из села Советское Магарамкентского района. По национальности — лезгин. 